# Meccanica della locomozione
Nella tecnica dei trasporti ferroviari, la meccanica della locomozione studia il comportamento in marcia delle unità di trazione (locomotive, automotrici e autotreni), delle carrozze viaggiatori e dei carri merce, distinguendo i problemi fra quelli delle resistenze al moto, della propulsione, della marcia in rettilineo e in curva e dei moti anormali.

## Resistenze al moto
- Resistenze al moto in rettilineo e in orizzontale.
- Resistenze al moto dovute alle pendenze
- Resistenze al moto dovute alle curve
- Resistenze di inerzia
- Resistenze supplementari dovute al moto in galleria

## Propulsione
- Aderenza
- Vari tipi di propulsione
- Equazione del moto
- Avviamento (spunto)
- Variazioni del regime di marcia
- Frenatura
- Potenza del mezzo di trazione
- Determinazione della potenza
- Curve caratteristiche
- Tabelle di prestazione

## Moto in curva
- Forza centrifuga
- Valore della forza centrifuga
- Sopraelevazione della rotaia esterna
- Curve di raccordo
- Inscrizione in curva

## Moti anormali
- Generalità
- Azioni sulla parte sospesa del veicolo
- Azioni sulla parte non sospesa del veicolo
- Moti dovuti alla struttura del materiale rotabile
- Moti anormali dovuti alle condizioni del binario
- Moti anormali in curva
- Moto di rollìo
- Moto di serpeggio
- Moti giroscopici
- Oscillazioni aperiodiche